# Xyrias
Xyrias es un género de peces anguiliformes de la familia Ophichthidae.

## Especies
Se reconocen las siguientes especies:
- Xyrias guineensis
- Xyrias multiserialis
- Xyrias revulsus